# Makuyuni (Monduli)
Makuyuni ist ein Verwaltungsbezirk (Ward) des Distrikts Monduli in der tansanischen Region Arusha.

## Geografie
Makuyuni liegt im Norden von Tansania, etwa 60 Kilometer westlich der Regionshauptstadt Arusha und südlich des über 2000 Meter hohen Berges Losimingur. Das wichtigste Gewässer ist der Fluss Mkujuni (auch Makuyuni genannt), der im Westen in den Manyara-See mündet.
Das Klima in Makuyuni ist ein gemäßigtes lokales Steppenklima, BSh nach der effektiven Klimaklassifikation. Die Jahres-Durchschnittstemperatur liegt bei 21,4 Grad Celsius, am wärmsten ist im Februar mit 23,8 Grad, am kühlsten im Juli mit 18,4 Grad Celsius. Jährlich regnet es durchschnittlich 458 Millimeter mit einer Spitze im April. Vor allem die Monate Juni bis September sind sehr trocken.
Bei der Volkszählung 2022 lebten hier 14.803 Menschen in 3555 Haushalten.

## Gliederung
Der Bezirk besteht aus drei Gemeinden (Mtaa) mit elf Orten (Kitongoji):
| Makuyuni - Makuyuni Mjini - Makuyuni Juu - Esimangori - Saburi - Lemiyoni | Naiti - Naiti Shuleni - Lambo - Orkisima | Mbuyuni - Njoro - Barabarani - Loolea |

## Wirtschaft und Infrastruktur
- Gesundheit: Im Bezirk liegen ein öffentliches Gesundheitszentrum[7] und vier Apotheken. Eine private[8] und eine öffentliche[9] im Ort Makuyuni und je eine öffentliche in Naita[10] und Mbuyuni.[11]
- Bildung: Die Tumaini Senior Secondary School bildet Jugendliche bis zur 4. Stufe aus.[3][12]

## Sehenswürdigkeiten
In Makuyuni befindet sich ein 49 Quadratkilometer großer Wildpark, in dem Elefanten, Giraffen, Büffel, Oryxantilopen, Gnus, Kudus, Afrikanische Wildhunde, Löwen, Zebras und Impalas beobachtet werden können.

## Sonstiges
- Makuyuni e.V. ist ein Verein in Deutschland, der sich mit dem Ziel „Bildung für alle!“ für das Recht auf Bildung einsetzt. Der Name geht darauf zurück, dass das erste Projekt in Makuyuni durchgeführt wurde.[14]